# Nicolae Veniaș
Nicolae Veniaș, menționat și Neculai Veniaș, (n. 5 decembrie 1902, Iași – d. 11 iunie 1978, București) a fost un actor român de teatru și film.
A fost actor la Teatrul Național „Vasile Alecsandri” din Iași timp de peste patru decenii, între anii 1925-1967. Printre rolurile interpretate de el sunt de menționat: Șbilț din Patima roșie de Mihail Sorbul, dr. Rank din Nora de Henrik Ibsen, Marin Miroiu din Steaua fără nume de Mihail Sebastian sau Eben din Patima de sub ulmi de Eugene O'Neill.
Nicolae Veniaș a decedat la 11 iunie 1978 la București, fiind înmormântat în Cimitirul Eternitatea din Iași. Mormântul actorului Nicolae Veniaș a fost inclus pe Lista monumentelor istorice din județul Iași din anul 2004, având codul de clasificare IS-IV-m-B-04353.

## Distincții
- Medalia „Serviciul Credincios” clasa III (9 mai 1943)[2]
- Ordinul Muncii clasa a III-a (28 ianuarie 1954) „cu ocazia împlinirii a cinci ani de activitate a Teatrului de Stat din Arad, Teatrului de Stat din Brăila, Teatrului Maghiar de Stat din Cluj, Teatrului Evreesc de Stat din București, Teatrului Maghiar de Stat din Oradea, Teatrului de Stat din Ploești, Teatrului de Stat din Pitești, Teatrului de Stat din Reșița, Teatrului de Stat din Sibiu, Teatrului Maghiar de Stat din Sf. Gheorghe, Teatrului de Stat din Orașul Stalin, Teatrului Secuesc de Stat din Târgu Mureș, Teatrului Evreesc de Stat din Iași, Teatrului de Stat din Timișoara și pentru merite în activitatea artistică”[3]
- Ordinul Meritul Cultural clasa a IV-a (6 noiembrie 1967) „cu prilejul împlinirii a 150 ani de la primul spectacol de teatru în limba română la Iași, [...] pentru merite deosebite în domeniul artei dramatice”[4]

## Filmografie
- Amintiri din copilărie (1965) - David Creangă din Pipirig
- Mihai Viteazul (1971) - țăran român din Ardeal
- Ciprian Porumbescu (1973) - lăutarul moș Trifu
- 7 zile (1973)
- Frații Jderi (1974) - iscoada bătrână a lui Gogolea
- Ștefan cel Mare - Vaslui 1475 (1975) - cioban de pe Rarău
- Pe aici nu se trece (1975)
- Elixirul tinereții (1975) - bătrânul profesor